# Louder than Words (canção de Pink Floyd)
"Louder than Words" é uma canção da banda britânica de rock Pink Floyd, lançada em outubro de 2014. Escrita por David Gilmour e Polly Samson, é original do álbum The Endless River, lançado no mesmo ano. Suas primeiras gravações datam em 1993, durante as sessões de The Division Bell, contendo a participação póstuma do tecladista Richard Wright, morto em 2008. "Louder than Words" é a única faixa do álbum que contém vocais cantados, gravados por David Gilmour.
O guitarrista afirmou, em entrevista ao The Guardian que a música, assim como todo o álbum é um tributo à Richard Wright, e sua participação subestimada na banda: "As pessoas têm posturas muito diferentes em relação ao seu método de trabalho e [desta forma] podemos nos tornar muito críticos, achando que alguém não está fazendo um esforço suficiente, sem perceber que o seu esforço é diferente de se lidar", além de uma reflexão acerca da obra do Pink Floyd.
Para a divulgação do single, a banda divulgou um videoclipe da música, que mescla imagens da gravação do álbum, fotos de Richard Wright, David Gilmour e Nick Mason e o Mar de Aral, localizado na fronteira entre o Cazaquistão e Uzbequistão.

## Faixa
| Single promocional nos EUA |                                  |                             |                                                        |         |  |
| N.º                        | Título                           | Compositor(es)              | Produtor                                               | Duração |  |
| 1.                         | "Louder than Words" (radio edit) | David Gilmour, Polly Samson | Gilmour, Martin Glover, Andrew Jackson, Phil Manzanera | 4:40    |  |

## Ficha técnica
Pink Floyd
- David Gilmour – guitarras, vocais, órgão hammond, efeitos
- Nick Mason – bateria, percussão
- Richard Wright – piano rhodes, piano, sintetizadores

Escala
- Chantal Leverton – viola
- Victoria Lyon – violino
- Helen Nash – violoncelo
- Honor Watson – violino

Músicos convidados
- Bob Ezrin – baixo
- Durga McBroom – backing vocals
- Louise Marshal – backing vocals
- Sarah Brown – backing vocals

Produção
- David Gilmour – produtor musical
- Phil Manzanera – produtor musical
- Martin Glover – co-produção
- Andrew Jackson – engenharia de áudio, co-produção
- Damon Iddins – engenharia de áudio